# Ophion inutilis
Ophion inutilis là một loài tò vò trong họ Ichneumonidae.